# Список умерших в 1327 году

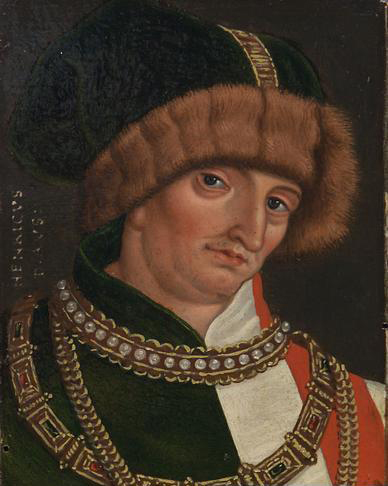
Генрих Кроткий

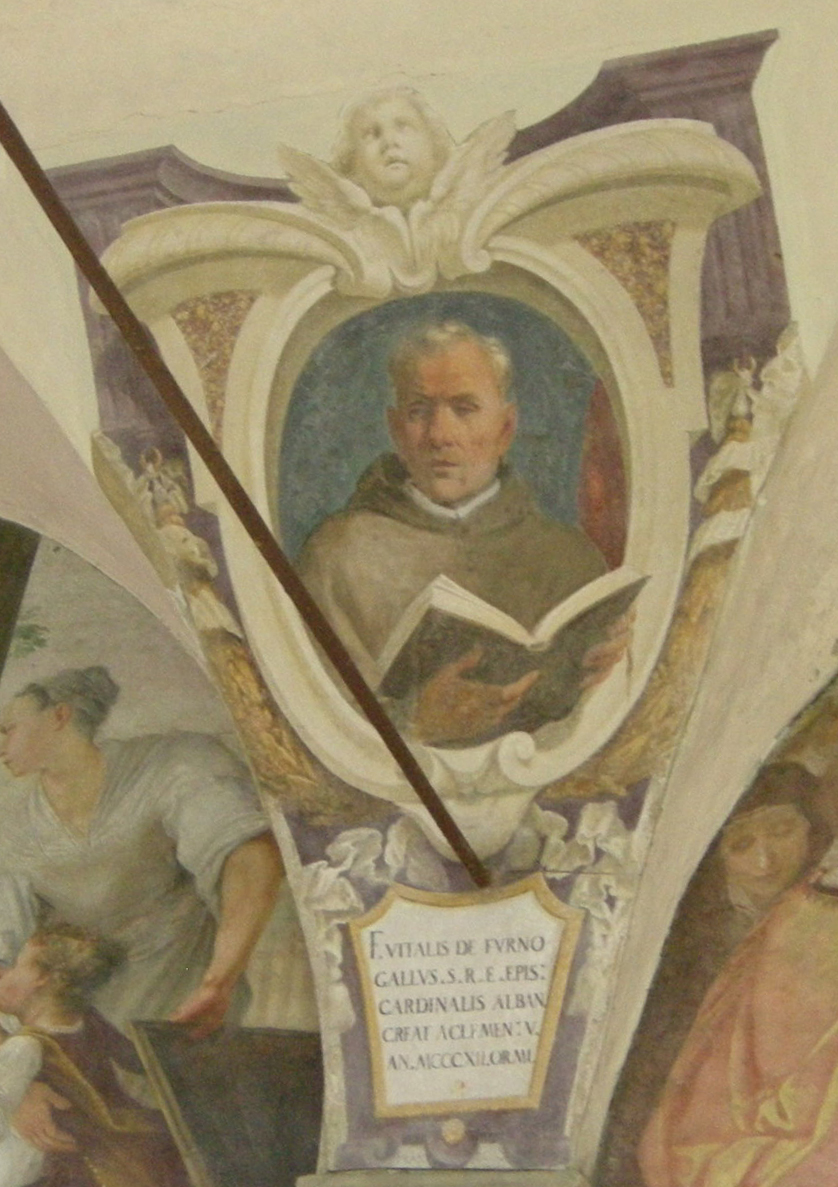
Витал де Фор

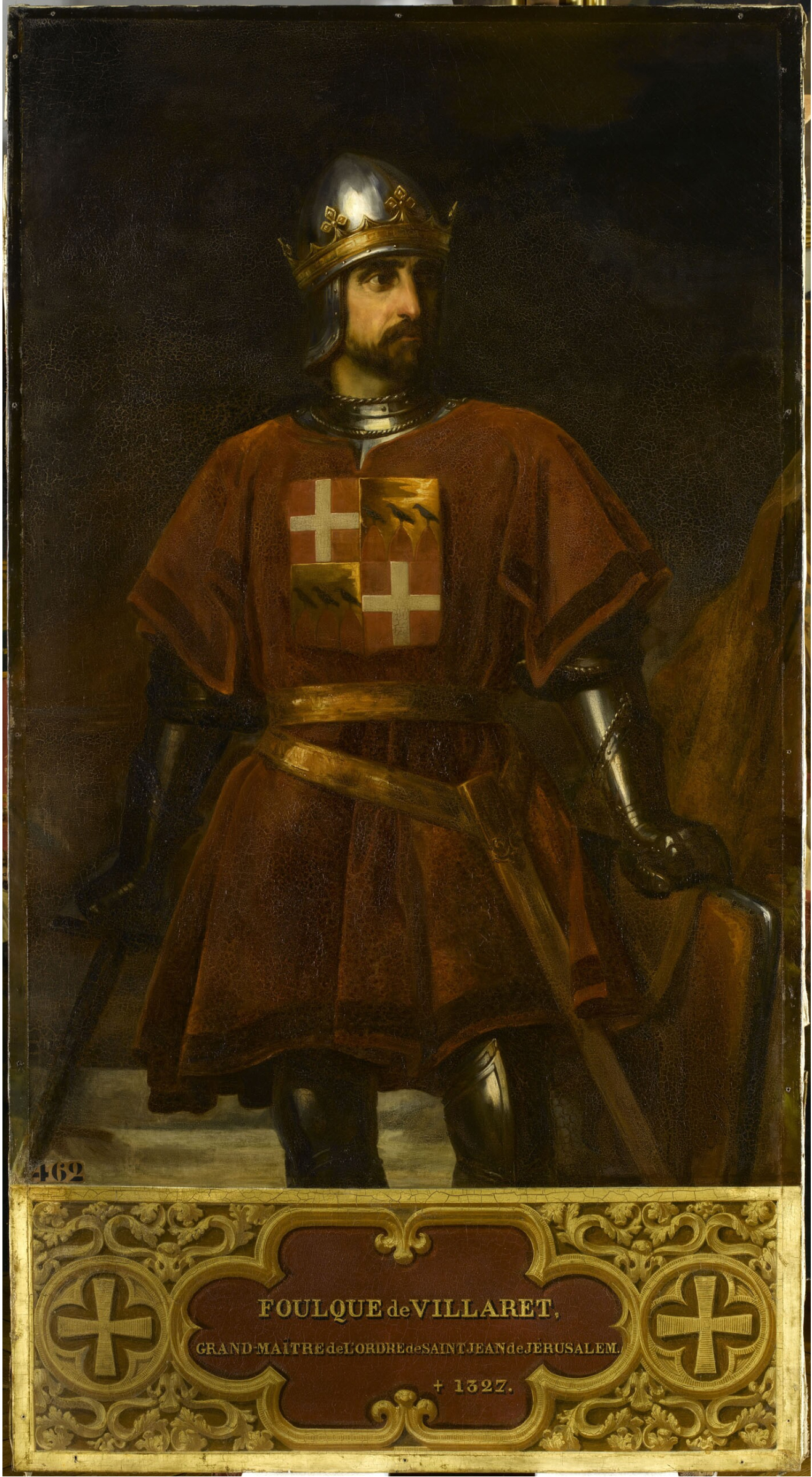
Фульк де Вилларе

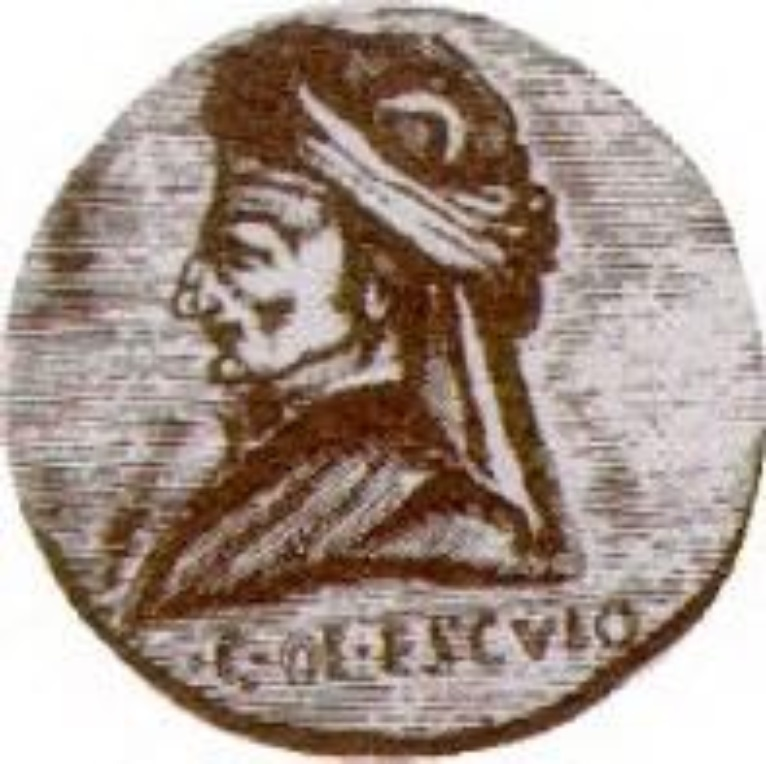
Чекко д’Асколи

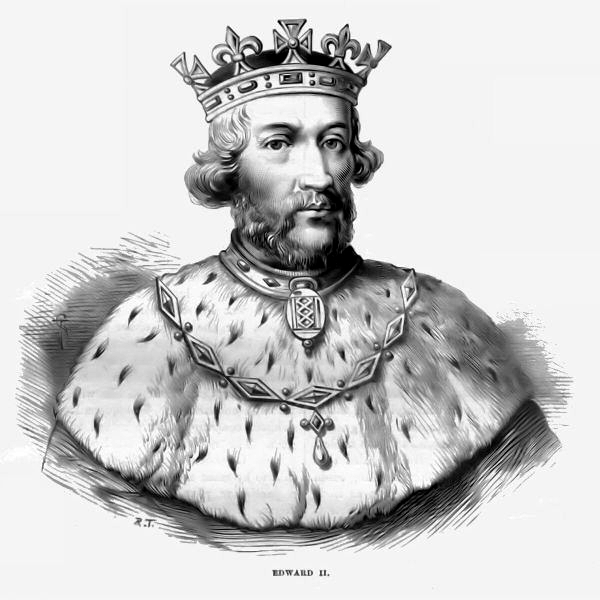
Эдуард II

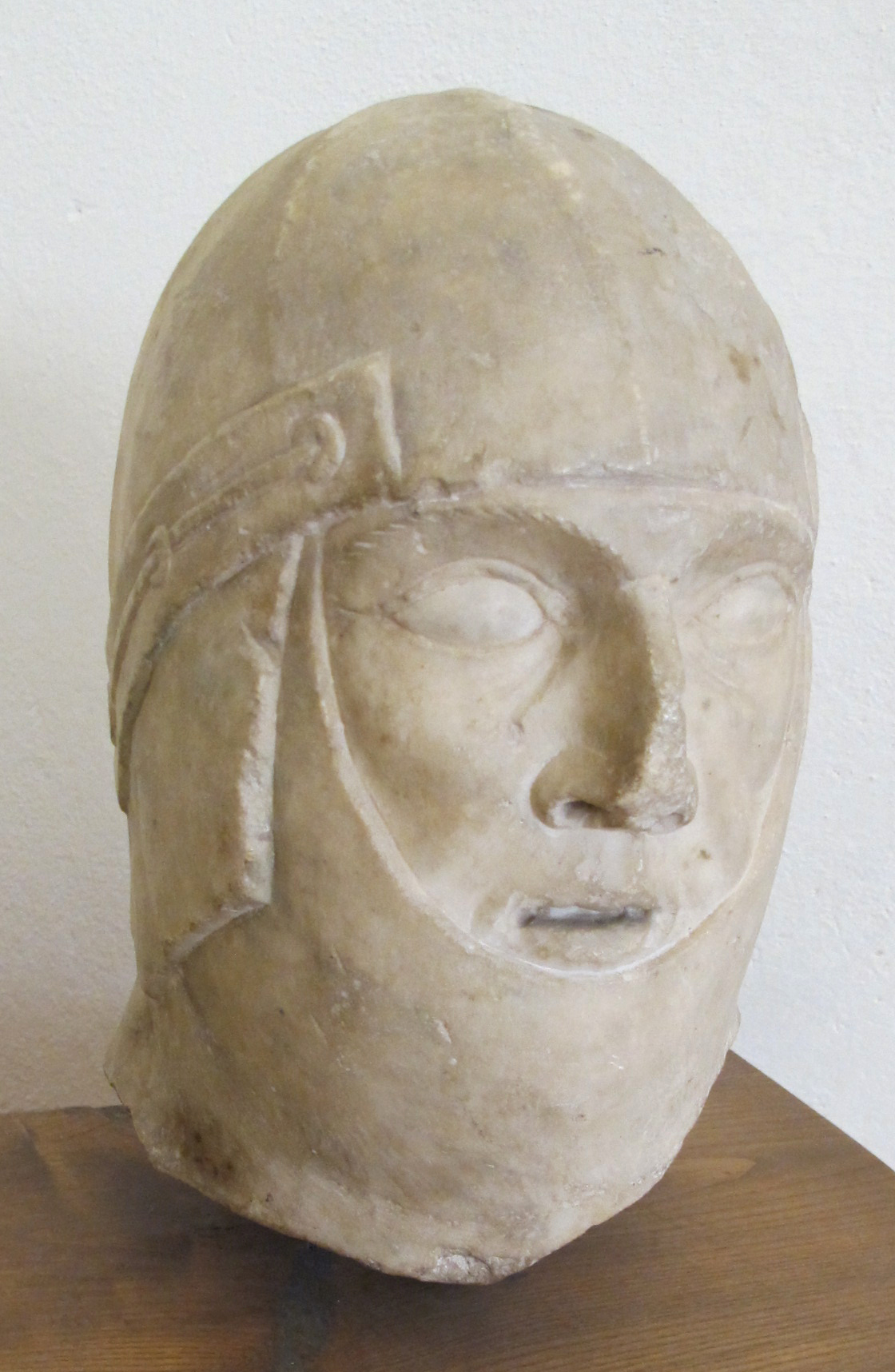
Гвидо Тарлати

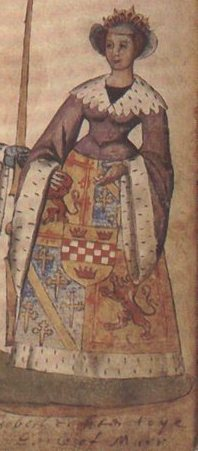
Елизавета де Бург

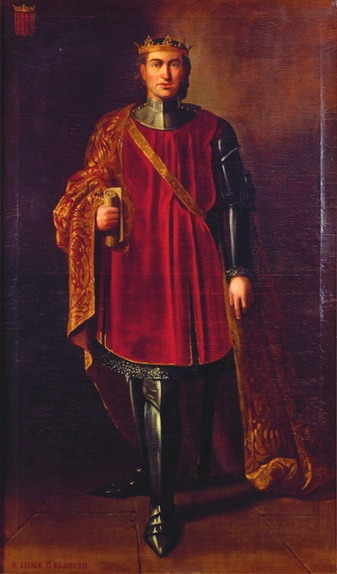
Хайме II

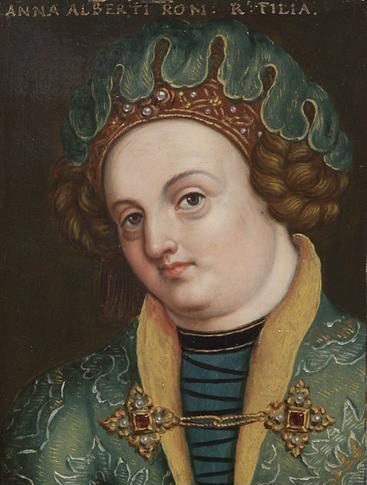
Анна Австрийская

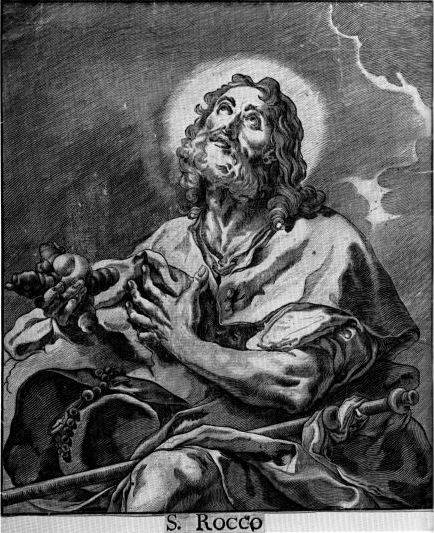
Святой Рох

В этой статье представлен список известных людей, умерших в 1327 году.
См. также: Категория:Умершие в 1327 году

## Январь
- 16 января — Никифор Хумн — византийский учёный и государственный деятель, месазон (первый министр) (1294—1305).
- 29 января — Адольф (26) — пфальцграф Рейнский (1319—1327).

## Февраль
- 3 февраля — Генрих Кроткий (27) — сын герцога Австрии и короля Германии Альбрехта I, герцог Австрии.
- 5 февраля — Савьюн[англ.] — основатель и первый правитель Сикайна (1315—1327)
- 6 февраля — Анджело де Фурци[англ.] — святой римско-католической церкви.
- 27 февраля — Уильям Латимер, английский аристократ, 2-й барон Латимер из Корби (с 1299).

## Март
- 7 марта / 10 марта — Ардюс де Пойнт-Сант-Мартин[фр.] — епископ Аосты (1314—132)
- 15 марта — Альберт Шварцбурский[англ.] — маршал ордена госпитальеров, представитель Ордена на Кипре и Святой земле победитель турок в морской битве под Хиосом (1319)
- 19 марта — Анна Австрийская — дочь короля Германии Альбрехта I и Елизаветы Каринтийской, маркграфиня-консорт Бранденбург-Зальцведельская (1295—130), как жена Германа I; княгиня-консорт Легницы и княгиня-консорт Бжега (1310—1311), княгиня-консорт Вроцлава (1310—1327), как жена Генриха VI Доброго. Член дома Габсбургов.
- 19 марта — Бланка Бретонская — дочь герцога Бретани Жана II, жена сеньора Конша Филиппа д’Артуа, мать Роберта III д’Артуа.

## Апрель
- Фелипе Кастильский — инфант Кастилии, сын Санчо IV, сеньор де Кабрера и Рибера.

## Май
- 4 мая — Мод де Клер[англ.] — дочь Томаса де Клера, 1-го барона Томонд, баронесса-консорт де Клиффорд (1295—1314), жена Роберта Клиффорда, 1-го барона Клиффорд, второй муж барон Роберт Уэлл (1315—1325)
- 28 мая — Роберт Бэлдок[англ.] — лорд-канцлер Англии (1323—1326); убит в тюрьме.
- 30 мая — Йенс Гранд — архиепископ Лунда (1289—1303), архиепископ Рижский (1302—1304), архиепископ Бремена (1310—1327).

## Июнь
- 10 июня — Гвидо II Валперга[итал.] — епископ Асти (1295—1327)
- 24 июня — Джеймс Беркли[англ.] — епископ Эксетера (1326—1327); убит

## Июль
- 4 июля — Стефано Висконти, синьор ди Арона.
- 28 июля — Жанна д’Авогур — графиня-консорт Пентьевр (1318—1327), жена Ги VI

## Август
- 15 августа — Щелкан — двоюродный брат золотоордынского Узбек-хана, в 1327 году отправленный послом в Тверь; убит во время Тверского восстания.
- 16 августа — Витал де Фор[итал.] — кардинал-священник Santi Silvestro e Martino ai Monti (1312—1321), кардинал-епископ di Albano (1321—1327)
- 19 августа:
  - Америго из Пьяченцы — монах-доминиканец, генеральный магистр ордена проповедников (1304—1311), теолог;
  - Констанция[исп.] — инфанта Арагона, жена Хуана Мануэля.
- 22 августа — Арнуль V — граф Лоона (1279—1323).
- 25 августа — Димишк-ходжа[англ.] — сын Чобана, визирь, наиб Азербайджана и обоих Ираков; убит
- 27 августа — Томас Кобэм — архиепископ Кентерберийский (1313), епископ Вустера (1317—1327).

## Сентябрь
- 1 сентября — Фульк де Вилларе — великий магистр ордена госпитальеров (1305—1319)
- 14 сентября — Гебхард III фон Грайсбах[нем.] — епископ Айхштета (1324—1327)
- 16 сентября — Чекко д’Асколи — итальянский астроном, астролог, математик, философ и поэт; сожжён на костре по приговору суда инквизиции
- 21 сентября — Эдуард II (43) — король Англии (1307—1327); умер после отречения.
- 22 сентября — Ходзё Коресада[англ.] — реншо, помощник сиккэна (1326—1327)
- 30 сентября — Дино дель Гарбо[англ.] — итальянский врач и философ

## Октябрь
- 20 октября — Тереза д’Энтенса — графиня Урхельская (1314—1327), жена будущего короля Арагона Альфонсо IV, мать короля Арагона Педро IV; умерла при родах.
- 21 октября — Гвидо Тарлати[англ.] — епископ Ареццо (1312—1325), сеньор Ареццо (1323—1327)
- 24 октября — Ашер бен Иехиэль — крупный галахист и духовный лидер еврейства Германии и Испании. Автор комментариев к Талмуду.
- 27 октября — Елизавета де Бург — королева-консорт Шотландии (1306—1327), жена Роберта I

## Ноябрь
- 2 ноября — Хайме II (60) — король Сицилии (1285—1296), король Арагона (1291—1327), король Валенсии (1291—1327), граф Барселоны, Жероны, Осоны и Бесалу (1291—1327), первый король Сардинии (1297—1327).
- 12 ноября — Ален III де Шатожирон[фр.] — епископ Ренна (1311—1327)
- 16 ноября — Уолтер Рейнольдс — лорд-казначей (1307—1310), лорд-канцлер (1310—1314), епископ Вустера (1307—1313), архиепископ Кентерберийский (1313—1327)
- Хэрви де Стэнтон[англ.] — английский судья, канцлер казначейства (1316—1323, 1324—1327), лорд главный судья Англии и Уэльса (1323—1324), главный судья Суда общей юрисдикции (1326—1327)
- Чобан — влиятельный эмир государства Хулагуидов, управлявший им вместе с сыновьями до совершеннолетия ильхана Абу Саида (1316—1327). Занимал пост эмира улуса (1307—1327). Основатель династии Чобанидов; убит.
- Якоб Пейт[фр.] — один из вождей восстания 1323–28 во Фландрии; убит

## Декабрь
- 19 декабря — Агнесса Французская — младшая дочь Людовика IX, герцогиня-консорт Бургундии (1279—1306), жена Роберта II, регент Бургундии (1306—1311) при малолетнем сыне Гуго.

## Дата неизвестна или требует уточнения
- Варфоломей Луккский — итальянский историк, епископ Торчелло (1319—1328).
- Гунцелин VI — граф Шверин-Виттенбург (1323—1327).
- Эдмунд Дейнкур, английский рыцарь, 1-й барон Дейнкур (с 1299).
- Джон Сетон, 1-й барон Парброат[англ.] — шотландский первый барон Парброат.
- Филипп Другет, неаполитанский рыцарь французского происхождения, палатин Венгрии (1323—1327).
- Жан II де Сансер — граф Сансера (1306—1327)
- Жэнь Жэньфа — китайский художник
- Иван Ярославич — Князь пронский (1299—1308), Великий князь рязанский (1308—1327), убит татарами в Орде.
- Константин I — царь Западной Грузии (Имеретии) (1293—1327)
- Луи де Пуатье-Валентинуа[фр.] — епископ Вивье (1306—1318), епископ Лангра 1318—1324), епископ Меца (1324—1327).
- Анна фон Мюнзинген, немецкая религиозная писательница и хронистка, настоятельница доминиканского монастыря Благовещения Девы Марии в Адельхаузене.
- Ованес Арджишеци Воспнакер — армянский богослов
- Пьер де л’Иль[фр.] — епископ Трегье (1324—132)
- Ричард де Абиндон[англ.] — английский судья, выполнявший финансовые и юридические поручения Эдуарда I и Эдуарда II в Англии, Уэльсе и Ирландии
- Ричард де Эксетер[англ.] — англоирландский рыцарь и барон
- Сугабала[англ.] — императрица-консорт Китая (1321—1323), жена Шидэбалы
- Святой Рох — святой римско-католической церкви, защитник от чумы.
- Такацукаса Фуюхира[англ.] — японский государственный деятель, Сэссё (1308—1311), кампаку (1311—1313, 1315—1316, 1324—1327).
- Теодор Вейтех, крупный венгерский магнат, который управлял банатом Северин де-факто независимо от центральной королевской власти.
- Фернандо Гутьеррес[англ.] — епископ Кордовы (1300—1326), епископ Куэнки (1326—1327)
- Кудзё Фусазане[англ.] — кампаку (1323—1324)
- Хайдеке фон Эрффа[нем.] — архиепископ Магдебурга (1325—1327)
- Чженгу[англ.] — императрица-консорт Китая (1307—1311), жена императора Хайсана
- Шамсуддин ад-Димашки — арабский географ
- Юань Цзюэ — конфуцианский учёный эпохи правления династии Юань в Китае. Значительный историк, писатель, комментатор, каллиграф и теоретик музыки.

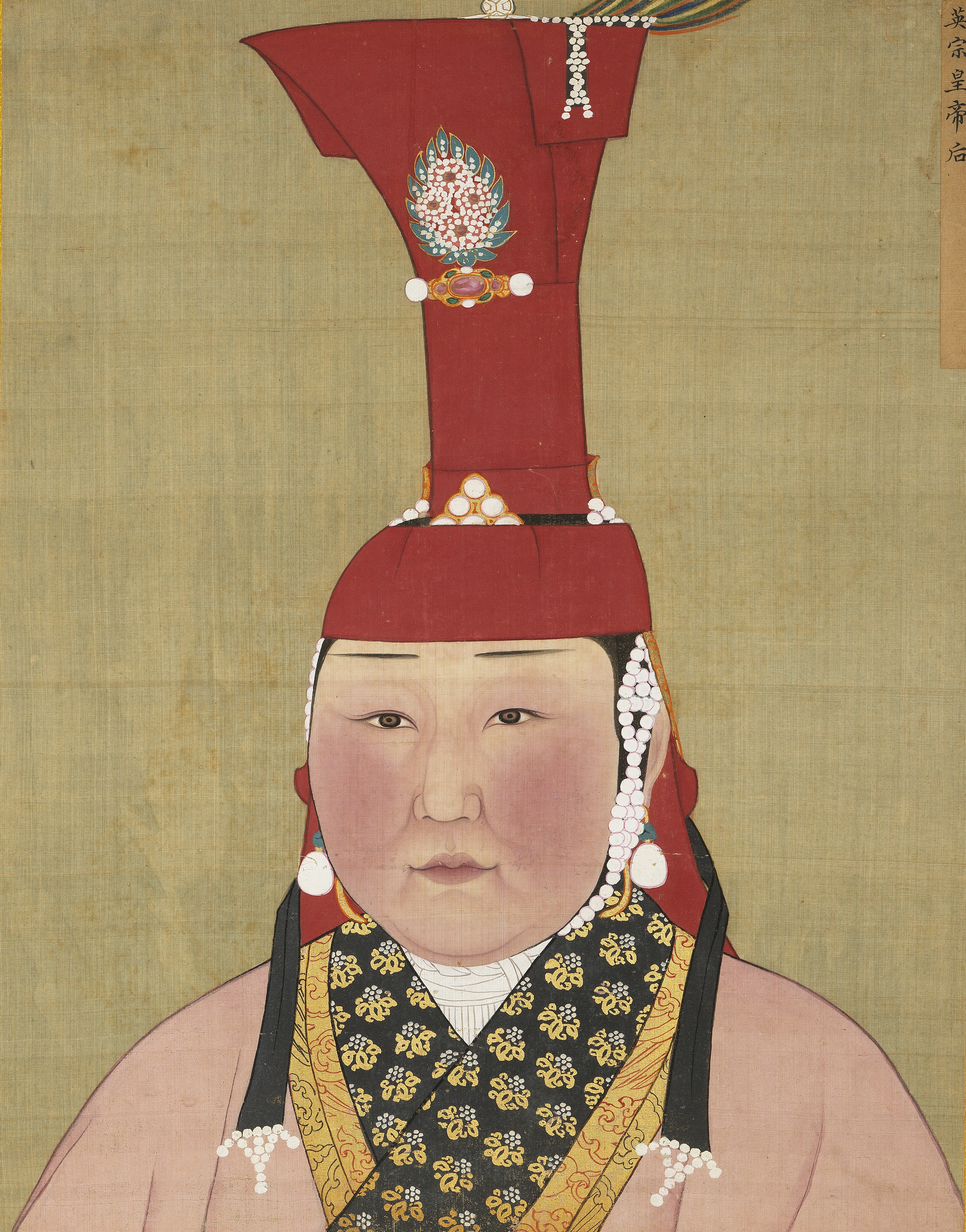
Сагабала
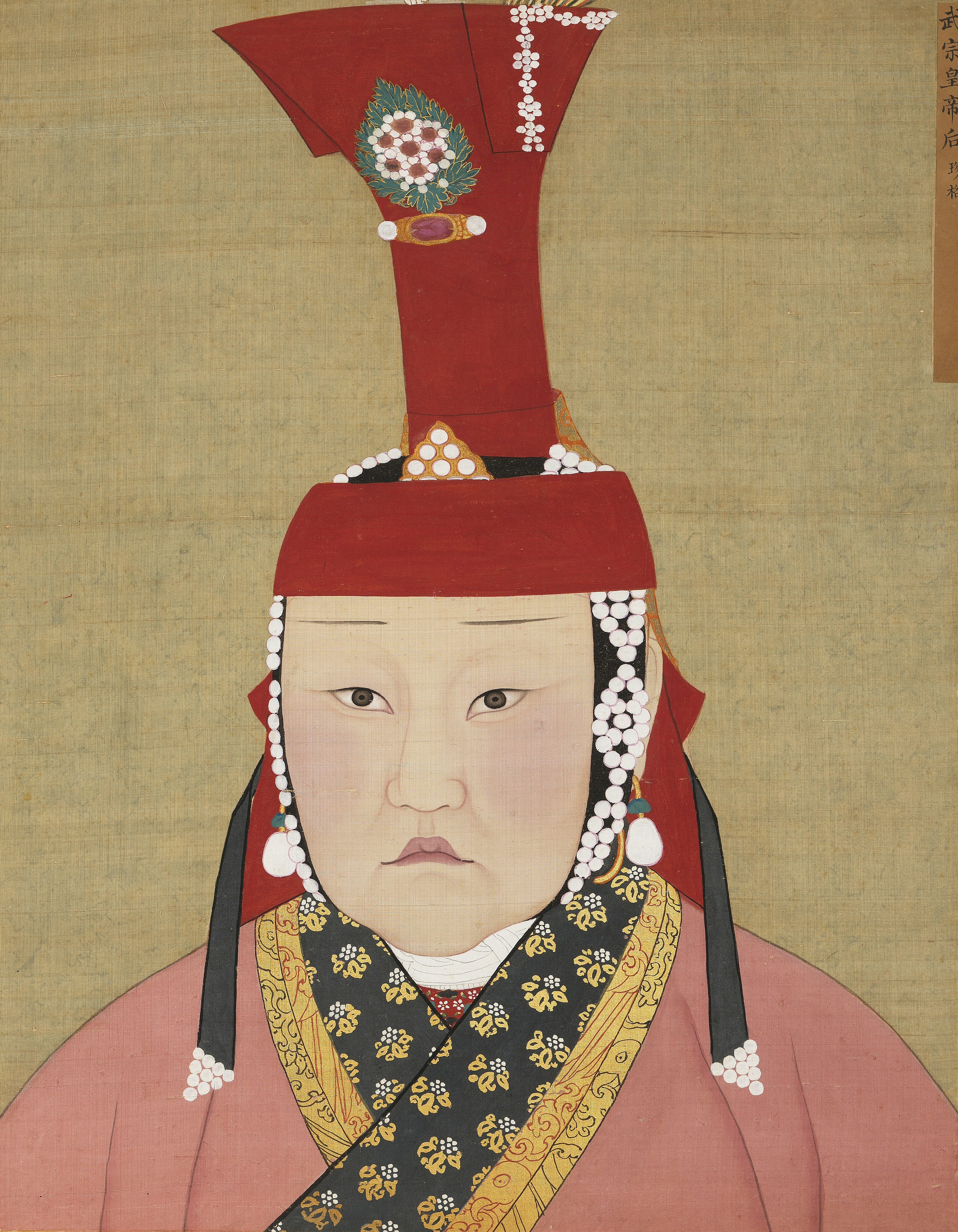
Чженгу